# Fidicinis János
Fidicinis János (? - 1848 után) pedagógus, költő.

## Élete
Az 1840-es évek elején Rácszentpéteren a gróf Szapáry család gyermekeinél volt nevelő; később a boritalnak adta magát és ez okozta korai halálát.

## Munkái
Serkentő. Szarvas, 1848. (Költemény.)
Költeményeket irt a Társalkodóba (1836–37.), a Honművészbe (1840.) és az Életképekbe (VII. VIII. 1846–47.) Ujabban a Petőfinek tulajdonított Bordal keltette föl reá a figyelmet; ezen dal a Társalkodó 1837. 34. számában, Lipovszky Józsefnek, ki Déznán a Török családnál volt nevelő, javításával jelent meg.